# Franciszek Cetner
Franciszek Cetner herbu Przerowa (zm. 5 stycznia 1732 w Ostrowie) – wojewoda smoleński od 1714, starosta werbelski od 1727 i kamionacki od 1702.
Był synem Jana starosty lwowskiego. W 1702 został wybrany w skład sądu skarbowego. W latach 1702–1703 otrzymał listy przypowiednie na zaciąg chorągwi pancernych. W 1712 wybrany posłem na sejm z ziemi lwowskiej. Dwukrotnie żonaty najpierw z Anną Chodorowską podkomorzanką lwowską z którą miał córkę Anielę (imię zakonne Zofia) przełożoną sakramentek we Lwowie, drugą żoną została Anna z Tarłów wojewodzianka lubelska miał z nią syna Jana i córkę Franciszkę wydaną za mąż za wojewodę podolskiego Michała Rzewuskiego. W 1727 i 1730 otrzymał wraz z żoną konsens królewski na ustąpienie synowi starostwa kamionackiego i werbelskiego.